# Chiński socjalizm
Socjalizm chiński – forma myśli socjalistycznej opracowanej w Chinach, za jej twórcę uważany na ogół jest Sun Jat-sen, pierwotnie reprezentowana przez Kuomintang. Pierwszą znaczącą organizacją uczestniczącą w rozwoju ideologii socjalistycznej na obszarze Chin była konspiracyjna Tongmenghui i jej następczyni Kuomintang. 

## Ideologia
Obecnie Kuomintang zgodnie z postulatami Suna promuje rozwój korporacji państwowych. Założyciel partii Sun Jat-sen znajdował się pod silnym wpływem ekonomicznym idei Henry’ego George’a, który dążył do rozwoju systemu socjalnego państwa. Rząd Kuomintangu Suna i Czanga potępiał feudalizm panujący na wielu obszarach kraju jako kontrrewolucyjny. Socjalizm nigdy nie był kluczowym elementem programu Kuomintangu. Sam Kuomintang nawet na początku działalności nie był jednolity ideologicznie, a z czasem socjalizm przestawał być ważnym elementem partii. Oprócz z czasem mniej licznego skrzydła socjalistycznego, w przeszłości istniało skrzydło marksistowskie, które pozostawało w opozycji do Komunistycznej Partii Chin.

## Historia
Jedna z trzech zasad ludowych Kuomintangu, Mínshēng (民生), została zdefiniowana przez Sun Jat-sena jako socjalistyczna. Wpływ na kształt zasady mieli wpływ amerykański myśliciel Henry George (Georgizm) i niemiecki filozof Karol Marks. Podzielił środki do życia na transport, mieszkanie, jedzenie i odzież oraz planował, jak idealny rząd powinien to rozdzielić między ludzi. Pojęcie to może być rozumiane jako pomoc społeczna, gospodarka przemysłowa jak również równowaga w podziale gruntów rolnych. Spadkobierczynią teorii jest podatek od wartości gruntu na Tajwanie. W 1920 roku Kuomintang włączył chiński socjalizm jako część ideologii partyjnej i programu partii. Konflikt w Kantonie skutkował zbliżeniem ideologicznym i dyplomatycznym Chin i Związku Socjalistycznych Republik Radzieckich. Państwa kolonialne określiły działania rządu chińskiego w Kantonie jako „czerwoną" rewolucję. 
Wielu działaczy powiązanych z Kuomintangiem zostało przeszkolonych na moskiewskim Uniwersytecie im. Sun Jat-sena. Ze względu na powiązania z władzami sowieckimi, na zachodzie Czang Kaj-szek określany był na ogół jako „czerwony”. Podczas sowieckich pochodów pierwszomajowych portrety Czanga były prowadzone razem z portretami Marksa, Lenina i Stalina, a Czang był częstą postacią kronik filmowych. Doradcy sowieccy Robotniczo-Włościańskiej Czerwonej Armii wspomagali budowę republikańskiej armii chińskiej, a wojsko chińskie było dozbrajane dzięki pomocy finansowej Sowietów. Nawet gdy Kuomintang zerwał z ZSRR w roku 1926 i rozpoczął zbrojne walki z Komunistyczną Partią Chin, kontynuował politykę antykapitalistyczną oraz promowanie myśli rewolucyjnej. Do kolejnych prób nacjonalizacji doszło w 1948 roku w Szanghaju, gdy rząd wypowiedział wojnę silnym w mieście strukturom przestępczym. Wbrew późniejszym opiniom komunistów dotyczących prokapitalistycznych poglądów Czanga, Czang Kaj-szek potępiał kapitalizm i rządy kapitału nawet w okresie zbrojnych walk z Komunistyczną Partią Chin. 
Gubernator muzułmańskiej prowincji Sinkiang generał Ma Bufang został przez amerykańskiego dziennikarza Johna Rodericka określony jako socjalista. Amerykański doradca rządu, Doak Barnett, pochwalił rząd Ma jako „jeden z najbardziej skutecznych w Chinach”. Generał Ma rozpoczął industrializację państwa, rozwój publicznej edukacji, służby zdrowia i modernizację rolnictwa. Za pieniądze z podatków sfinansował program posiłków w szkołach państwowych oraz prywatnych.